# إريك هايدن
إريك هايدن (Eric Heiden) هو لاعب أولمبي لرياضة تزلج سريع من الولايات المتحدة. شارك في الأولمبياد الشتوي في 1980، وفاز بما مجموعه 5 ميداليات.

## الميداليات
| ذهب | فضة | برونز | المجموع |
| 5   | 0   | 0     | 5       |

## روابط خارجية
- إريك هايدن على موقع IMDb (الإنجليزية)
- إريك هايدن على موقع الموسوعة البريطانية (الإنجليزية)
- إريك هايدن على موقع مونزينجر (الألمانية)
- إريك هايدن على موقع إن إن دي بي (الإنجليزية)

- إريك هايدن على موقع أرشيف الدراجات (الإنجليزية)
- إريك هايدن على موقع إحصائيات الدراجات الإحترافية (الإنجليزية)
- إريك هايدن على موقع CycleBase (الإنجليزية)
- إريك هايدن على موقع SpeedSkatingBase.eu (الإنجليزية)
- إريك هايدن على موقع SpeedSkatingNews.info (الإنجليزية)
- إريك هايدن على موقع SpeedSkatingStats.com (الإنجليزية)
- إريك هايدن على موقع اللجنة الأولمبية الدولية (الإنجليزية)
- إريك هايدن على موقع أوليمبيديا (الإنجليزية)